# Bilbobus

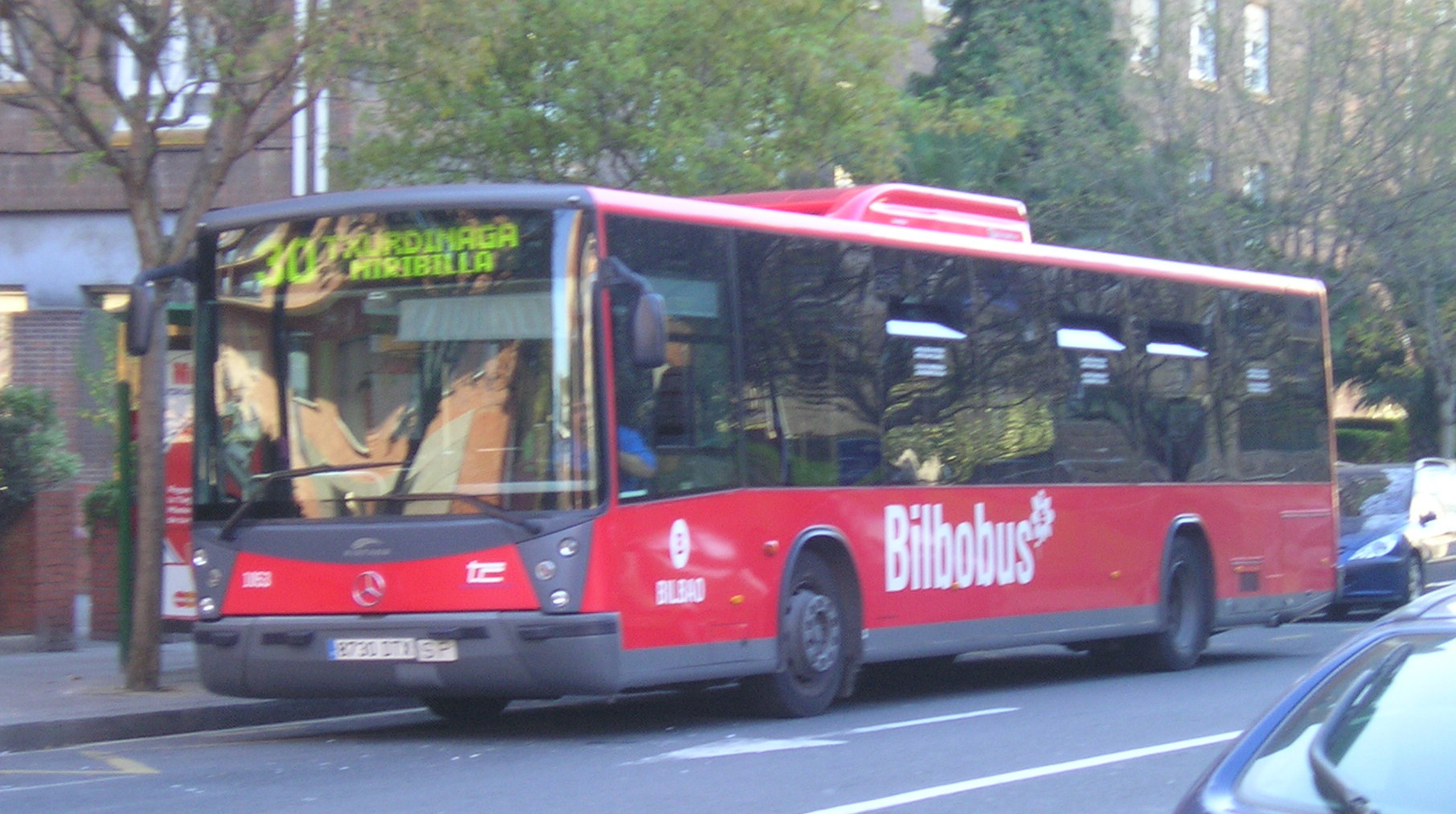
Bilbobus

Bilbobus ist der Name eines innerstädtischen Busverkehrsunternehmens in Bilbao, Spanien. Der Markenname des Unternehmens leitet sich aus der baskischen Bezeichnung der Stadt Bilbao (= Bilbo) ab.
Die Busgesellschaft gehört der Stadt Bilbao. Die Busse können an ihrer roten Farbe mit großer weißer Aufschrift erkannt werden. 28 größere Buslinien sind innerhalb der Stadt Bilbao im Einsatz. Acht weitere, kleinere Linien (Auzobus) verbinden die Innenstadt mit den unmittelbaren Vororten von Bilbao, zudem gibt es acht Nachtlinien (Gautxori).
Bilbobus hat 2021 einen Preis der Europäischen Union als Auszeichnung für den besten Bus-Service erhalten. Bilbobus ist ein Teil des städtischen Verkehrsnetzwerks, dessen weitere Teile durch die baskische Autonomieregierung betrieben werden. Hierzu gehören Metro Bilbao (U-Bahn) und EuskoTren (Straßenbahn Bilbao). Mit den regionalen bzw. überregionalen Zugnetzen der EuskoTren, der FEVE und der Renfe bestehen gute Umsteigeverbindungsmöglichkeiten.

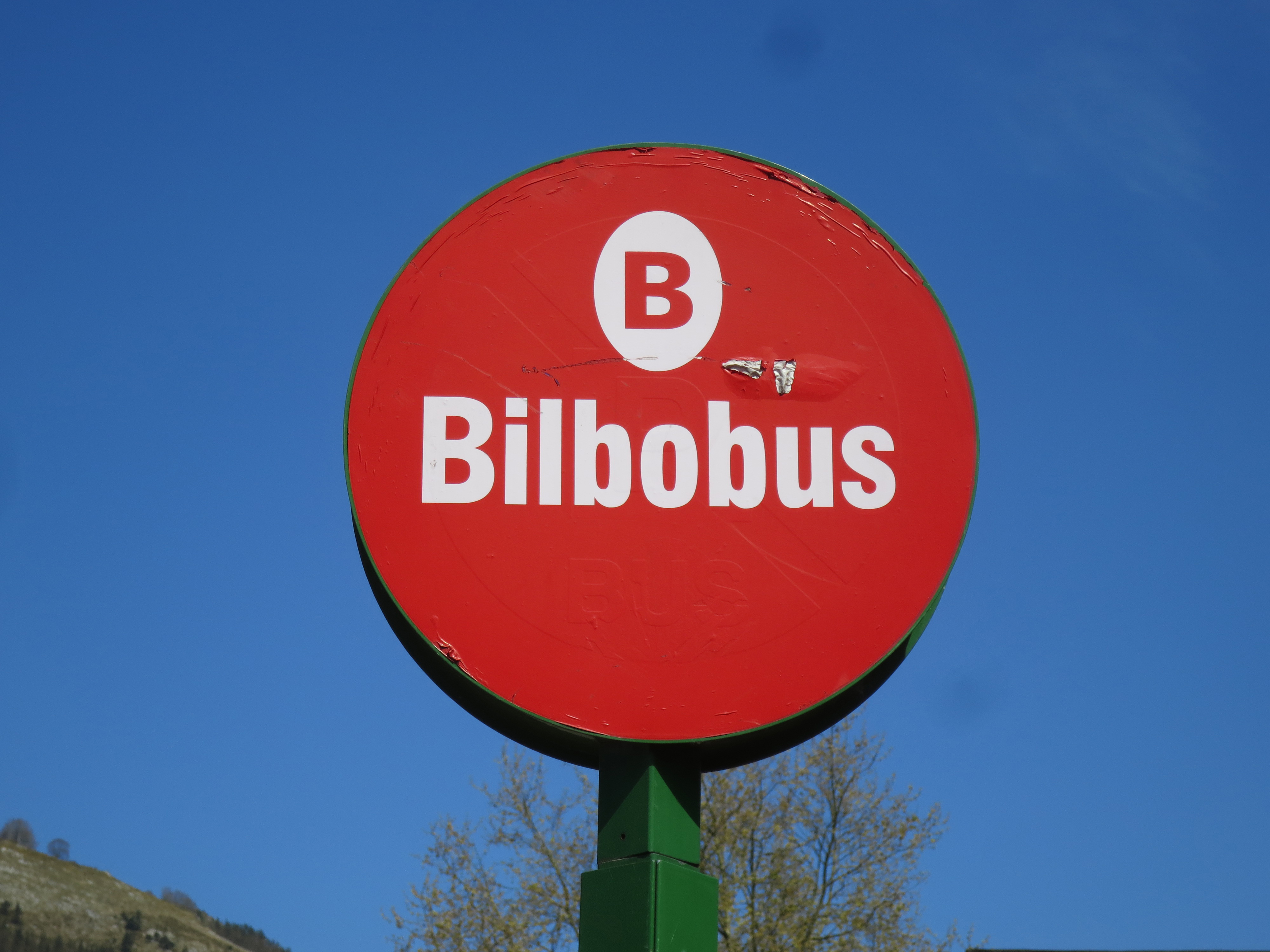
Haltestelle Bilbobus